# کارکس لیویدا
کارکس لیویدا (نام علمی: Carex livida) نام یک گونه از سرده جگن است.